# Caracara major
Caracara major es una especie de ave rapaz extinta perteneciente al género Caracara, cuyos integrantes son denominados comúnmente caranchos o traros. Se distribuyó en el centro-este del Cono Sur de América del Sur, en donde hoy habita una especie viviente de menor tamaño, el caracho (Caracara plancus). Es el falcónido de mayor tamaño conocido.

## Taxonomía

### Descripción con un ejemplar de Uruguay

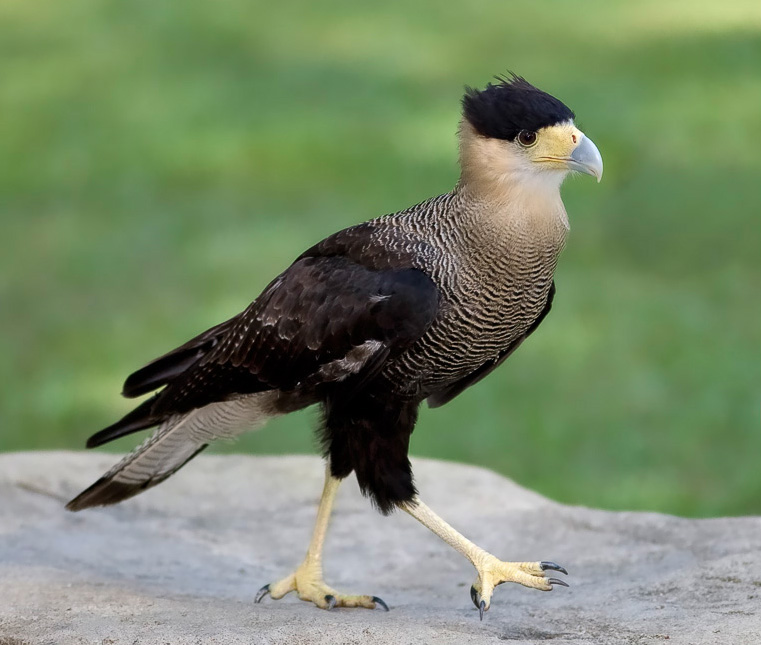
El carancho (Caracara plancus) es una especie viviente del mismo género que Caracara major y que habita en la misma región en la que habitó la especie extinguida.

Esta especie fue descrita originalmente en el año 2013 por los paleontólogos Washington Jones, Andrés Rinderknecht, Rafael Migotto y Ernesto R. Blanco sobre la base de un ejemplar de gran tamaño recuperado de las barrancas de la ribera platense del sur uruguayo.
Holotipo
El holotipo designado es el catalogado como: MNHN-615 y consta de una diáfisis de fémur izquierdo, un coracoides incompleto izquierdo, porción articular de la escápula derecha, un fragmento del reborde costal izquierdo del esternón, y fragmentos de ejes de huesos largos. Fue depositado en el Museo Nacional de Historia Natural, de la ciudad de Montevideo, Uruguay.
Localidad tipo
La localidad tipo referida es: «arroyo Bagre, en su desembocadura en el Río de la Plata (34°46'17”S 55°36'07”W), ciudad de San Luis, departamento de Canelones, sur del Uruguay».
Etimología
Etimológicamente, el término específico es una palabra latín, en donde «major» significa ‘mayor’, en relación con la característica más destacada de esta especie.
Estrato portador y edad atribuida
Fue exhumado de sedimentos de la Formación Libertad (o Formación Dolores); la edad postulada para los mismos es Pleistoceno tardío.

### Ejemplar de la Argentina
Un posible segundo ejemplar de la especie, de porte aún mayor, fue colectado en el sur de las pampas bonaerenses.
El espécimen fósil fue recogido en el año 1927 por J. L. Kraglievich y L. J. Parodi en una localidad desconocida sobre las márgenes del río Quequén Grande, centro-sur de la provincia de Buenos Aires, en el centro-este de la Argentina. El material está alojado en la Colección de Paleontología de Vertebrados del Museo Argentino de Ciencias Naturales (MACN-PV). 
La muestra se compone del extremo de un tibiotarso distal izquierdo, catalogado como: MACN-PV 10533.
Estrato portador y edad atribuida
La procedencia estratigráfica de la muestra es referida como «pampeano superior». En los afloramientos del río Quequén, esta unidad es reconocida bajo la designación formal de Miembro «La Chumbiada» (basal) y Miembro «Guerrero» (medio), de la Formación Luján. Por su contenido de mamíferos fósiles ambos miembros se han referido a la edad Lujanense (Pleistoceno tardío), o biozona de «Equus (Amerhippus) neogeus».
Dataciones disponibles para el basal Miembro «La Chumbiada» indican una antigüedad de 37 800 años AP (± 2300 años). El Miembro «Guerrero» fue fechado entre 21 y 10 000 años AP. No se sabe en cuál de estos dos miembros se encontró el espécimen.
Tamaño
El máximo de masa corporal de entre los falcónidos vivientes le corresponde a una hembra de gerifalte (Falco rusticolus) a la que se le reportó una masa corporal de 2100 gramos.
La más baja estimación de masa corporal del espécimen argentino es de casi 4500 gramos, por lo que supera claramente a la de cualquier falcónido viviente así como también a la de los caranchos fósiles, incluso al gran Caracara tellustris Olson, 2008. Por esta razón, Caracara major es el falcónido de mayor tamaño conocido.

## Distribución, hábitat y causas de su extinción
Esta especie vivió en la región pampeana de la Argentina y el Uruguay.
El gran tamaño de este carancho podría haberse correlacionado con la abundancia, en la época en que este vivió, de grandes y numerosas especies de mamíferos pampeanos, cuyos restos le proporcionaban abundante fuente de alimento, en correspondencia con las especies vivientes del género. La posterior extinción de la megafauna de esa región posiblemente arrastró también hacia su desaparición a esta gran ave carroñera durante finales del Pleistoceno o en el Holoceno temprano.